# 沃尔夫冈·布洛赫维茨
沃尔夫冈·布洛赫维茨（德語：Wolfgang Blochwitz，1941年2月8日—2005年5月8日），德国前男子足球运动员，场上位置是守门员。他曾代表东德国家队参加1974年国际足联世界杯，结果队伍止步第二轮。